# Jan Brunsson
Johan (Jan) Teodor Kasper Brunsson, född den 17 maj 1918 i Jönköping, död den 29 januari 2010 i Uddevalla, var en svensk militär. Han var brorson till Nils Brunsson och far till Nils Brunsson.
Brunsson avlade studentexamen i Uddevalla 1937 och officersexamen 1939. Han blev fänrik vid Värmlands regemente 1940, löjtnant där 1942 och, efter att ha genomgått Krigshögskolan 1946–1948, kapten sistnämnda år. Brunsson var avdelningschef i femte militärbefälhavarstaben 1950–1954, taktiklärare vid Infanteriets kadettskola 1956–1958 och sektionschef i femte militärbefälhavarstaben 1960–1963. Han befordrades till major 1963 och var stabschef inom Kalix försvarsområde 1964–1967. Brunsson övergick till Bohusläns regemente 1967 och blev överstelöjtnant där 1972. Han blev riddare av Svärdsorden 1960. Brunsson vilar i en familjegrav på Torps kyrkogård i Dalsland.